# Сибирска АЕЦ
Сибирската АЕЦ (на руски: Сибирская АЭС) е атомна електроцентрала в Русия. Разположена е в Томска област, на 10 km северно от Томск. Близкото атомно градче Северск е основано, когато започва строителството на атомната електроцентрала. Разполагала е с четири реактора (един тип ЕИ и три тип АДЕ).
Това е втората атомна електроцентрала, построена в Съветския съюз, и първата с промишлено производство на електроенергия (първата в Обнинск има капацитет от едва 6 MW). Все пак Сибирската АЕЦ не произвежда електричество, а основният ѝ продукт е оръжеен плутоний за съветската програма за ядрени оръжия.
Към 2008 г. всичките ѝ реактори са изведени извън експлоатация.

## Галерия
- Сградата на реактор ЕИ-2
- Блочният щит за управление на реактор ЕИ-2
- Централната зала на реактора ЕИ-2
- Машинното отделение